# Eloubaline
Eloubaline est un petit village du Sénégal situé en Casamance, au sud du pays, isolé sur un îlot à 1 heure de pirogue d’Edioungou à proximité d'Oussouye. Il fait partie de la communauté rurale d'Oukout, de l'arrondissement de Loudia Ouoloff, du département d'Oussouye et de la région de Ziguinchor.
Ses 800 villageois (principalement animistes) y vivent de la riziculture et de la pêche.

## Histoire
Eloubaline faisait partie du royaume de Mof Ewi.
Au commencement, ses habitants résidaient à Séléki. À la suite d'une promenade en pirogue, un homme nommé Djitadia Bassène découvre l'île et s'y installe. À son retour sur Séléki, une querelle inter familiale le pousse à retourner dans cette île pour y fonder son foyer. C'est alors qu'est né le village d'Eloubaline.

## Géographie
Superficie : 12 km²

Longueur : 6 km

Largeur : 2 km

Au nord : Enampor

A l’est : Kamogueul

Au sud : Kaléane

A l’ouest : Oussouye

### Population
Lors du dernier recensement (2002), Eloubaline comptait 831 habitants et 116 ménages.